# PolitiFact
PolitiFact.com è un progetto senza scopo di lucro gestito dal Poynter Institute di Saint Petersburg (Florida), con uffici lì e a Washington.
È nato nel 2007 come progetto del quotidiano Tampa Bay Times (allora chiamato St.Petersburg Times), in cui i giornalisti del periodico e dei suoi partner nei media riferiscono sull'accuratezza delle dichiarazioni fatte da funzionari eletti, candidati, il loro personale, lobbisti, gruppi di interesse e altri coinvolti nella politica degli Stati Uniti. I giornalisti valutano le dichiarazioni originali e pubblicano i loro risultati sul sito web PolitiFact.com, dove ogni dichiarazione riceve una valutazione nel "Truth-O-Meter" ("veritometro"). Le valutazioni vanno da "Vero" per affermazioni completamente vere a "Pants on Fire" (espressione creata dal modo di dire "Liar, liar, pants on fire" - "Bugiardo, bugiardo, pantaloni in fiamme") per dichiarazioni false.
PunditFact, un sito correlato che è stato creato anch'esso dagli editori del Times, è dedicato alle affermazioni di verifica dei fatti fatte da opinionisti politici. Sia PolitiFact che PunditFact sono finanziati principalmente dal Tampa Bay Times ma PolitiFact fa sempre più affidamento su sovvenzioni da diverse organizzazioni apartitiche e nel 2017 ha lanciato una campagna di adesione e ha iniziato ad accettare donazioni dai lettori.
Oltre alle affermazioni politiche, il sito monitora i progressi che i funzionari eletti fanno sulle loro promesse elettorali, tra cui un "Trump-O-Meter" per il presidente Donald Trump e un "Obameter" per il presidente Barack Obama. Gli affiliati locali di PolitiFact.com esaminano le promesse di funzionari eletti di rilevanza regionale, come ad esempio per il "Haslam-O-Meter" di PolitiFact Tennessee che traccia gli sforzi del governatore del Tennessee Bill Haslam e dal "Walk-O-Meter" del Wisconsin che traccia gli sforzi del governatore del Wisconsin Scott Walker.
PolitiFact ha vinto numerosi premi ed è stato elogiato e criticato da osservatori indipendenti, conservatori e liberali. Il sito ha ricevuto il Premio Pulitzer per il National Reporting nel 2009 per "la sua iniziativa di verifica dei fatti durante la campagna presidenziale del 2008 che ha utilizzato giornalisti indagatori e il potere del World Wide Web per esaminare più di 750 affermazioni politiche, separando la retorica dalla verità per illuminare gli elettori". Sono state mosse critiche sul fatto che PolitiFact tenti di verificare affermazioni che non possono essere veramente "verificate".
Il Times ha venduto PolitiFact.com alla sua società madre, il Poynter Institute, nel 2018.